# باشگاه فوتبال ومبلی
باشگاه فوتبال ومبلی (به انگلیسی: Wembley Football Club) یک باشگاه فوتبال در شهر لندن، کشور انگلستان است که در سال ۱۹۴۶ میلادی تأسیس شده‌است.